# Селищи (Хмелевский сельсовет)
Селищи (бел. Селішчы) — деревня в Жабинковском районе Брестской области Беларуси. Входит в состав Хмелевского сельсовета.

## География
Деревня находится в западной части Брестской области, к востоку от автодороги Н-150, на расстоянии приблизительно 4 километров (по прямой) к западо-северо-западу от города Жабинка, административного центра района. Абсолютная высота — 142 метра над уровнем моря. Площадь населённого пункта — 0,3289 км².

## История
В XVIII веке известна как фольварк во владении князей Чарторыйских.
По состоянию на 1905 год, в Селищах проживало 199 человека. В административном отношении деревня входила в состав Сехновичской волости Кобринского уезда Гродненской губернии.
Согласно Рижскому мирному договору (1921), деревня вошла в состав межвоенной Польши, входила в состав гмины Сехновиче Брестского повета Полесского воеводства. В 1921 году числилось 66 жителей, проживавших в 14 домах. В этническом составе населения того периода поляки составляли 100 %. В конфессиональном составе населения преобладали православные христиане (100 %).
С 1939 года в БССР, с 1940 года в составе Соколовского сельсовета Жабинковского района. В 1949 году был организован колхоз «Парижская Коммуна». C 1954 по 1972 годы являлась частью Сакского сельсовета. В 1972 году включена в состав Хмелевского сельсовета.

## Население
По данным переписи 2019 года, в деревне проживало 27 человек.
| Год  | Население, человек |
| ---- | ------------------ |
| 1846 | 97                 |
| 1897 | ↗ 174              |
| 1905 | ↗ 199              |
| 1921 | ↘ 66               |
| 1959 | ↗ 69               |
| 1970 | ↗ 105              |
| 2005 | ↘ 31               |
| 2009 | ↗ 37               |
| 2019 | ↘ 27               |